# Майсурадзе, Автандил
Автандил Майсурадзе (груз. ავთანდილ მაისურაძე; 27 июня 1955 — 13 июля 2025) — советский борец греко-римского стиля, призёр Универсиады, чемпион СССР, киноактёр.

## Спортивная карьера
В 1975 году в финале юниорского чемпионата мира по борьбе одолел поляка Хенрика Томанека. В феврале 1976 года в Ульяновске стал серебряным призёром чемпионата СССР, уступив Александру Колчинскому. В августе 1977 года, уступив в финале болгарину Александру Томову, стал серебряным призёром Универсиады в Софии. В апреле 1978 года в Осло неудачно выступил на чемпионате Европы. В июне 1978 года в Запорожье в финале чемпионата СССР вновь уступил Александру Колчинскому. В феврале 1982 года в Запорожье на чемпионате СССР стал бронзовым призёром. В июле 1983 года в Москве стал победителем Спартакиады и чемпионата СССР.

## Спортивные результаты
- Чемпионат мира по борьбе среди юниоров 1975 — .
- Чемпионат СССР по классической борьбе 1976 — .
- Летняя Универсиада 1977 — .
- Чемпионат СССР по классической борьбе 1978 — .
- Чемпионат Европы по борьбе 1978 — 5.
- Чемпионат СССР по классической борьбе 1982 — .
- Чемпионат мира по борьбе 1982 — 4.
- Спартакиада 1983 — .
- Чемпионат СССР по классической борьбе 1983 — .

## Фильмография

### Роли в кино
- 1986 — Арена неистовых — эпизод.
- 1987 — Хареба и Гоги — бывший слесарь по прозвищу «Дядя» из отряда Хареба и Гоги.